# مرجمک بن احمد بن الیاس
مرجمک بن احمد بن الیاس یکی از مهمترین مترجمان عثمانی در سده پانزدهم میلادی بود.
اطلاعات اندکی از زندگی مرجمک در اختیار داریم. دربارهٔ محل تولد یا زمان به دنیا آمدنش چیزی نمی‌دانیم.

### آثار
وی به دستور سلطان مراد دوم، ترجمه‌ای از قابوس‌نامه به زبان ترکی عثمانی نوشت و آن را در سال ۱۴۳۲ به پایان رسانید. مرجمک کمی پس از آن درگذشت. این کتاب یکی از آثار ارزشمند ادبیات ترکی به‌شمار می‌رود و در نظر ترک‌زبانان امروزی ترکیه قابل فهم است.

### فهرست منابع
- Akşin, Sina. Türkiye Tarihi 2.
- "Mercimek Ahmet, Mercimek Ahmet kimdir hayatı eserleri kişiliği hakkında bilgi | EdebiyatFakultesi.Com" (به ترکی استانبولی). Retrieved 2020-10-30.